# Yaginumaella stemmleri
Yaginumaella stemmleri är en spindelart som beskrevs av Zabka 1981. Yaginumaella stemmleri ingår i släktet Yaginumaella och familjen hoppspindlar. Inga underarter finns listade i Catalogue of Life.